# Красный Лиман (Луганская область)
Красный Лиман (укр. Красний Лиман) — село, относится к Славяносербскому району Луганской области Украины. С 2014 года населённый пункт контролируется непризнанной Луганской Народной Республикой.

## География
Село расположено на правом берегу реки Северского Донца. К востоку и северу от населённого пункта, по руслу Северского Донца, проходит линия разграничения сил в Донбассе (см. Второе минское соглашение). Соседние населённые пункты: посёлок Славяносербск (примыкает) на юге, сёла Смелое на юго-западе, Пришиб и Знаменка (выше по течению Северского Донца) на северо-западе.

## Общие сведения
Занимает площадь 0,176 км². Почтовый индекс — 93704. Телефонный код — 6473. Код КОАТУУ — 4424555103.

## Население
Население по переписи 2001 года составляло 101 человек.

## Местный совет
93700, Луганская обл., Славяносербский р-н, пгт. Славяносербск, ул. Горького, 86